# Saint-Jean-d'Aulps
Saint-Jean-d'Aulps és un municipi francès situat al departament de l'Alta Savoia i a la regió d'Alvèrnia-Roine-Alps. L'any 2007 tenia 1.169 habitants.

## Demografia

### Població
El 2007 la població de fet de Saint-Jean-d'Aulps era de 1.169 persones. Hi havia 470 famílies de les quals 164 eren unipersonals (80 homes vivint sols i 84 dones vivint soles), 143 parelles sense fills, 135 parelles amb fills i 28 famílies monoparentals amb fills.
La població ha evolucionat segons el següent gràfic:
Habitants censats

### Habitatges
El 2007 hi havia 1.819 habitatges, 478 eren l'habitatge principal de la família, 1.286 eren segones residències i 54 estaven desocupats. 733 eren cases i 1.076 eren apartaments. Dels 478 habitatges principals, 320 estaven ocupats pels seus propietaris, 126 estaven llogats i ocupats pels llogaters i 32 estaven cedits a títol gratuït; 31 tenien una cambra, 63 en tenien dues, 120 en tenien tres, 124 en tenien quatre i 140 en tenien cinc o més. 382 habitatges disposaven pel capbaix d'una plaça de pàrquing. A 238 habitatges hi havia un automòbil i a 196 n'hi havia dos o més.

### Piràmide de població
La piràmide de població per edats i sexe el 2009 era:
| Homes | Edats   | Dones |
| ----- | ------- | ----- |
| 0     | 95 o +  | 0     |
| 4     | 90 a 94 | 0     |
| 8     | 85 a 89 | 8     |
| 8     | 80 a 84 | 28    |
| 16    | 75 a 79 | 28    |
| 28    | 70 a 74 | 16    |
| 16    | 65 a 69 | 16    |
| 24    | 60 a 64 | 40    |
| 8     | 55 a 59 | 16    |
| 16    | 50 a 54 | 16    |
| 48    | 45 a 49 | 32    |
| 64    | 40 a 44 | 52    |
| 28    | 35 a 39 | 36    |
| 72    | 30 a 34 | 56    |
| 16    | 25 a 29 | 52    |
| 16    | 20 a 24 | 20    |
| 8     | 15 a 19 | 32    |
| 32    | 10 a 14 | 24    |
| 56    | 5 a 9   | 24    |
| 44    | 0 a 4   | 36    |

## Economia
El 2007 la població en edat de treballar era de 718 persones, 576 eren actives i 142 eren inactives. De les 576 persones actives 562 estaven ocupades (283 homes i 279 dones) i 14 estaven aturades (8 homes i 6 dones). De les 142 persones inactives 66 estaven jubilades, 35 estaven estudiant i 41 estaven classificades com a «altres inactius».

### Ingressos
El 2009 a Saint-Jean-d'Aulps hi havia 510 unitats fiscals que integraven 1.163,5 persones, la mediana anual d'ingressos fiscals per persona era de 19.369 €.

### Activitats econòmiques
Dels 201 establiments que hi havia el 2007, 1 era d'una empresa extractiva, 3 d'empreses alimentàries, 3 d'empreses de fabricació d'altres productes industrials, 18 d'empreses de construcció, 27 d'empreses de comerç i reparació d'automòbils, 5 d'empreses de transport, 44 d'empreses d'hostatgeria i restauració, 5 d'empreses d'informació i comunicació, 3 d'empreses financeres, 20 d'empreses immobiliàries, 17 d'empreses de serveis, 44 d'entitats de l'administració pública i 11 d'empreses classificades com a «altres activitats de serveis».
Dels 46 establiments de servei als particulars que hi havia el 2009, 1 era una oficina d'administració d'Hisenda pública, 1 gendarmeria, 1 oficina de correu, 2 oficines bancàries, 1 funerària, 2 tallers de reparació d'automòbils i de material agrícola, 2 paletes, 3 guixaires pintors, 7 fusteries, 2 lampisteries, 2 electricistes, 3 perruqueries, 10 restaurants, 8 agències immobiliàries i 1 tintoreria.
Dels 17 establiments comercials que hi havia el 2009, 1 era un hipermercat, 1 una gran superfície de material de bricolatge, 1 una botiga de més de 120 m², 2 fleques, 2 carnisseries, 2 llibreries, 1 una botiga de roba, 6 botigues de material esportiu i 1 una botiga de material de revestiment de parets i terra.
L'any 2000 a Saint-Jean-d'Aulps hi havia 15 explotacions agrícoles que ocupaven un total de 820 hectàrees.

## Equipaments sanitaris i escolars
El 2009 hi havia 1 hospital de tractaments de mitja durada (seguiment i rehabilitació) i 1 farmàcia.
El 2009 hi havia una escola elemental. Saint-Jean-d'Aulps disposava d'un col·legi d'educació secundària amb 449 alumnes.

## Poblacions properes
El següent diagrama mostra les poblacions més properes.